# Little Barrier Island
Little Barrier Island, o Hauturu en lengua maorí (el título oficial maorí es Te Hauturu-o-Toi), es una isla situada frente a la costa noreste de la Isla Norte de Nueva Zelanda. Situada a 80 kilómetros al norte de Auckland, la isla está separada del continente al oeste por el canal Jellicoe y de la isla de la Gran Barrera al este por el canal Cradock. Las dos islas, de nombre muy apropiado, protegen al golfo de Hauraki de muchas de las tormentas del océano Pacífico.

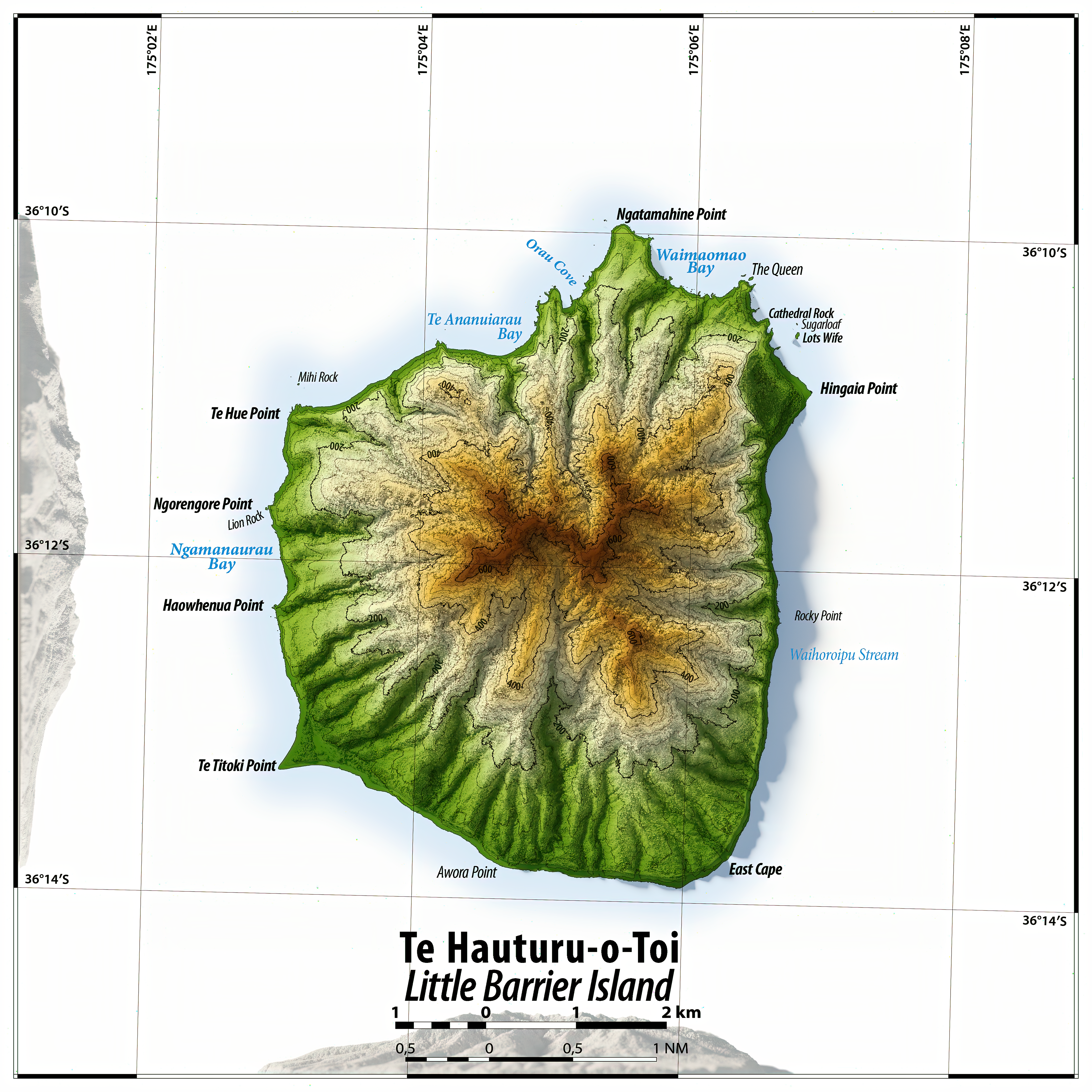
Mapa de Little Barrier Island

La isla, colonizada por los maoríes entre 1350 y 1650, estuvo ocupada por ellos hasta que el gobierno neozelandés la declaró santuario de la fauna en 1897. Desde que la isla pasó a estar bajo el control del gobierno, su acceso es limitado y sólo viven en ella algunos guardas forestales. En la lengua maorí, el nombre de la isla significa "el lugar de descanso de las brisas persistentes". Junto con su vecina más grande, la Gran Barrera, recibió su nombre inglés por el capitán James Cook en 1769.
La isla es un santuario natural que ha sido descrito por el MBIE como "el ecosistema [nativo] más intacto de Nueva Zelanda". Sin embargo, tanto los colonos maoríes como los europeos introdujeron varias especies invasoras, entre ellas los gatos, que fueron destructivos para las pequeñas especies de aves y reptiles locales hasta que fueron erradicados entre julio de 1977 y junio de 1980 en lo que posiblemente fue el programa de control de plagas más costoso de Nueva Zelanda. 

## Medio ambiente
Una densa cubierta forestal da cobijo a numerosas especies animales raras o en peligro de extinción. Se cree que el número total de especies de plantas autóctonas oscila en torno a las 400, y que la isla puede albergar más aves en peligro de extinción que cualquier otra isla de Nueva Zelanda. La isla ha sido identificada como un área importante para las aves por BirdLife International, ya que es un lugar de anidación para los vulnerables petreles de Cook y de Parkinson. En febrero de 2013, se informó de que el petrel de las tormentas de Nueva Zelanda (Oceanites maorianus), en peligro crítico, se reproducía en la isla.
Un kōkako de la Isla Norte alimentándose en un árbol de coprosma en Little Barrier Island.
Cuando los maoríes ocupaban la isla, hasta un tercio de la misma estaba desforestada. Sin embargo, desde que el gobierno neozelandés adquirió las tierras, se han reforestado todas las hectáreas de la isla, excepto 20.
En las aguas que rodean la isla viven ballenas de Bryde, orcas y delfines mulares. Las ballenas azules y las ballenas francas australes descansan en esta zona durante la migración. En 2012, se informó de que una ballena franca austral podría haber parido cerca de la isla.

### Kākāpō

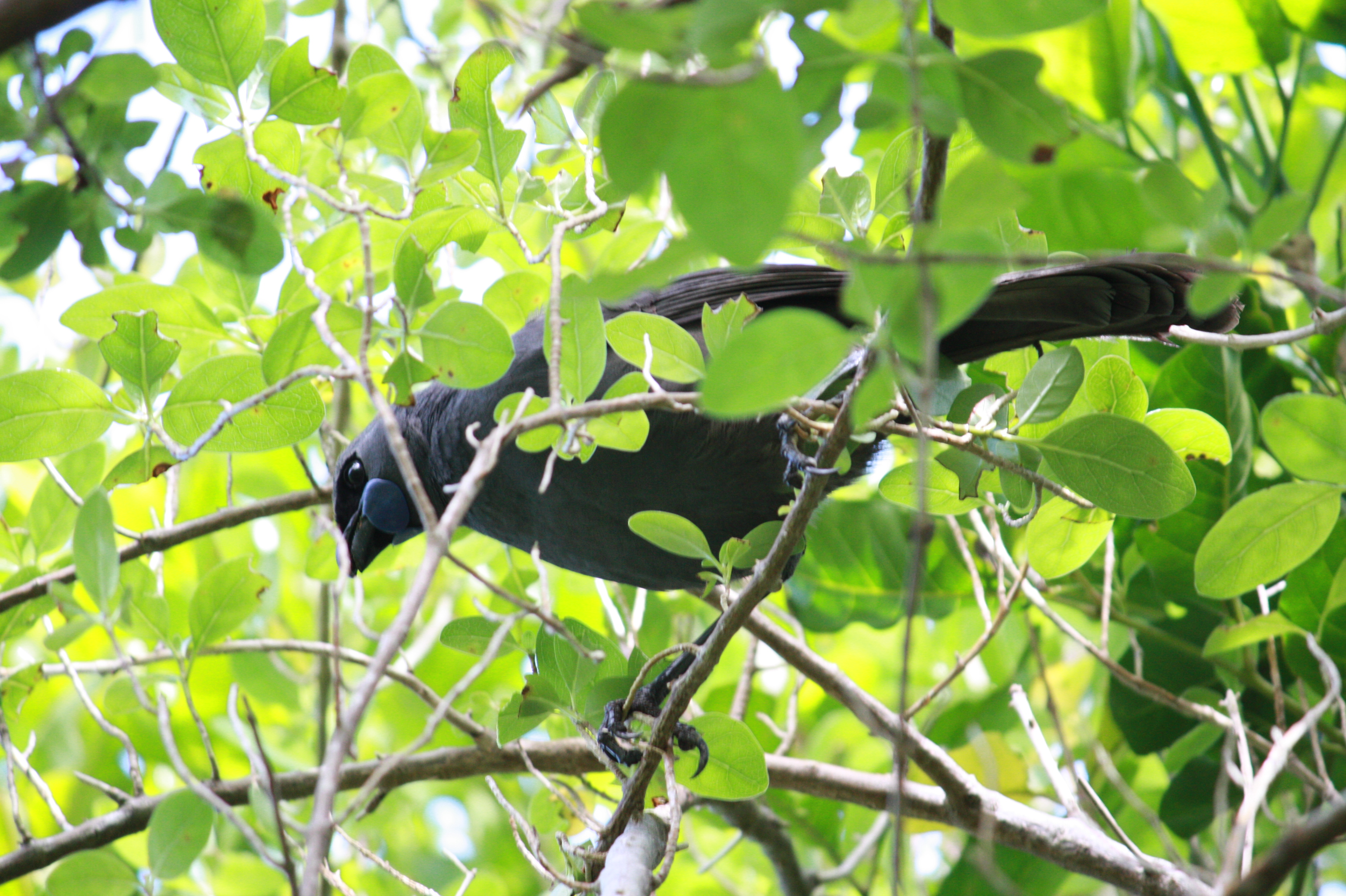
Un kōkako de la Isla Norte alimentándose en un coprosma en Little Barrier Island

Los kākāpō (loros nocturnos), también en peligro crítico de extinción, fueron trasladados por primera vez a  Little Barrier Island en 1982. Los Kākāpō se reprodujeron con éxito en la isla en las décadas de 1980 y 1990 con el apoyo de alimentos suplementarios. Más tarde, en 1999, se retiraron todas las aves para poder erradicar las kiore (ratas polinesias) de la isla con cebos envenenados.
Los kākāpō fueron entonces (re)introducidos en la isla en 2012; en julio de 2017, su población en la isla era de 14.
Hauturu es un lugar de prueba para comprobar si los kākāpō pueden reproducirse y criar a sus hijos con éxito sin intervención humana. Como Hauturu es una gran isla libre de depredadores, existe un gran potencial para los kākāpō a largo plazo.